# ハンス＝ゲオルク・マーセン
ハンス＝ゲオルク・マーセン（Hans-Georg Maaßen、1962年11月24日 - ）は、ドイツの政治家、内務官僚、弁護士。価値連合（WerteUnion）党首。インテリジェンス専門家。元連邦憲法擁護庁長官。ケルン大学博士。妻は日本人のユウコ・マーセン（Yuko Maaßen）。

## 来歴
ノルトライン＝ヴェストファーレン州メンヒェングラートバッハ出身。両親はメンヒェングラートバッハで葉巻店を経営していた。ギムナジウム卒業後、ケルン大学とボン大学で法学を学び、ケルン大学にて博士号を取得。1991年、ドイツ内務省入省。
2001年から2016年までベルリン自由大学で講師（Lehrbeauftragter）を務める。
2012年、連邦憲法擁護庁長官に任命される。2018年、更迭され早期退職する。
2021年4月、2021年ドイツ連邦議会選挙の候補者としてキリスト教民主同盟（CDU）により選出され、ズール＝シュマルカルデン＝マイニンゲン＝ヒルトブルクハウゼン＝ゾンネベルク選挙区から出馬するが、社会民主党公認のフランク・ウルリッヒ（元バイアスロン独代表、1980年レークプラシッド五輪金メダル）に破れた。
2024年2月17日、CDUを離党し、CDU党内右派を結集して新政党・価値連合（WerteUnion）を結成した。

## 人物
- 妻は日本人のユウコ・マーセン（Yuko Maaßen）。2006年と2007年に筑波大学で講演を行った際に出会った[1][4]。

- 好物は、テューリンガー・ロストブラトワースト（テューリンゲン州の辛いソーセージ）、寿司など。